# 3. Gardearmee (Rote Armee)
Die 3. Gardearmee (russisch: 3-я Гвардейская армия) war ein Großverband der Roten Armee, der im Zweiten Weltkrieg am Südabschnitt der Ostfront und bei Kriegsende in Polen und Ostdeutschland eingesetzt wurde.

## Geschichte
Die 3. Gardearmee wurde auf Weisung der Stawka vom 5. Dezember 1942 durch Umbenennung der 1. Gardearmee (2. Formation) bei der Südwestfront aufgestellt. Bis Mitte Dezember 1942 umfasste die Armee folgende Großverbände:
- 14. Schützenkorps mit 50. Garde-, 197., 203. und 278. Schützen-Division
- 90. und 94. separate Schützen-Brigade
- 1. Garde-mechanisches Korps
- 22. motorisiertes Schützenkorps
- drei separate Panzerregimenter

Die 3. Gardearmee beteiligte sich ab 16. Dezember 1942 an der Gegenoffensive der 3. Panzerarmee am Mittleren Don gegen die italienische 8. Armee. Sie half damit das deutsche Unternehmen Wintergewitter abzuschlagen, welche versuchte die deutsche 6. Armee in Stalingrad freizukämpfen. 
Von Januar bis Februar 1943 beteiligten sich die Truppen der Armee an der Woroschilowgrader Operation. Die Truppen der 3. Gardearmee führten den Hauptschlag, welcher durch das 23. Panzerkorps und die 346. Schützendivision unterstützt wurde und aus den Raum Scharpaewka, Gusinka in Richtung Werchnajaja Tarasowa, Gluboky, Gundorowskaja und Krasny Sulin geführt wurde. Einen zusätzlichen Angriff hatten die Streitkräfte von Generalleutnant W. M. Badanow (2. Garde-Panzerkorps, 1. Garde-mechanisiertes Korps, 14. Garde- und 203. Schützenbrigade, 22. motorisierte Schützenbrigade) auszuführen, welche aus dem Sektor Olchow-Pogorelow in Richtung Kamensk antraten. Die Truppen der 3. Gardearmee sollten den Feind umgeben und das Gebiet von Kamensk erobern und bis zum 14. Januar die Linie Kruschilowka und Michailowka erreichen.
Armeegliederung am 10. Januar 1943
14. Schützenkorps, Generalmajor Fjodor Jefimowitsch Schewerdin
- 50., 60. und 203. Schützendivision

18. Schützenkorps, Generalleutnant Michail Iwanowitsch Saporoschenko
- 59., 203., 243. und 297. Schützendivision
- 14. und 50. Garde-Schützendivision

2. Panzerkorps, Generalmajor Alexei Fjodorowitsch Popow
- 26., 99. und 169. Panzerbrigade, 58. motorisierte Schützenbrigade

32. Schützenkorps, Generalmajor Dmitri Sergejewitsch Scherebin
- 266., 279., 259. Schützen-Division, 61. Garde-Schützendivision

1. mechanische Gardekorps, Generalmajor Iwan Nikititsch Russijanow
- 1., 2. und 3. Garde-mechanisierte Brigade

Die 3. Gardearmee beteiligte sich dann an den Defensivschlachten am Donez und im Sommer und Herbst 1943 an der Donezbecken-Operation. Während der Schlacht um Saporischschja durchbrachen die Truppen der 3. Gardearmee im Oktober 1943 die stark befestigten deutschen Verteidigungsanlagen und befreiten in Zusammenarbeit mit den Truppen der 8. Gardearmee am 14. Oktober Saporischschja, wodurch der deutsche Brückenkopf am linken Ufer des Dnjepr beseitigt wurde. Am 18. Oktober wurde die Armee in die 2. Formation der Südfront (ab 20. Oktober der 4. Ukrainischen Front) eingegliedert. Es folgten schwere Kämpfe um den deutschen Brückenkopf von Nikopol zu beseitigen, von Januar bis Februar 1944 beteiligte sich die 3. Gardearmee an der Nikopol-Kriwoi Roger Operation. Nachdem die Armee den Dnjepr überquert hatte, befreite sie am 8. Februar die Stadt Nikopol in Zusammenarbeit mit den Truppen der 6. Armee der 3. Ukrainischen Front.
Am 13. Februar 1944 wurde die 3. Gardearmee in die Stawka-Reserve zurückgezogen, am 18. April wurde sie der 1. Ukrainischen Front überstellt. Während der Offensive zwischen Lemberg und Sandomierz im Juli und August 1944 durchbrachen die Truppen der Armee die deutschen Verteidigungsanlagen, kämpften sich über 250 km nach Westen vor und überbrückten dabei fünf Flüsse, darunter den San- und Weichsel-Abschnitt. In Zusammenarbeit mit anderen Armeen der Front beseitigte die 3. Gardearmee den Brückenkopf von Sandomierz und beteiligte sich am linken Weichselufer an der Freikämpfung Polens.
Armeegliederung am 10. Januar 1945
21. Schützenkorps, Generalmajor Alexei Jamanow 
- 21., 58., 253. und 329. Schützendivision

76. Schützenkorps, Generalleutnant Michail Gluchow 
- 127., 287. und 389. Schützendivision

120. Schützenkorps, Generalmajor Fjodor Danilowski 
- 106., 149. und 197. Schützendivision

Im Januar-Februar 1945 agierte die Armee während der Weichsel-Oder-Operation als Teil der Stoßgruppe der 1. Ukrainischen Front die in Zusammenarbeit mit dem linken Flügel der 1. Weißrussischen Front die deutsche Opatow-Gruppierung zerschlug und die Neiße erreichte. Von April bis Mai 1945 nahm die Armee an der Berliner Operation teil. Der Angriff auf den rechten Flügel der 1. Ukrainischen Front zwischen Guben und Forst wurde aus dem Süden und Südwesten geführt. Nach der Eroberung von Cottbus am 22. April wurden die Truppen der 3. Gardearmee in den Sektor östlich von Dresden versetzt und nahm an der Prager Operation teil. Am Morgen des 9. Mai marschierten die Truppen hinter der 3. und 4. Gardepanzerarmee in Prag ein. Im Juli 1945 wurde die 3. Gardearmee aufgelöst.

## Führung
Kommandeure
- Generalleutnant D. D. Leljuschenko (Dezember 1942 – März 1943)
- Generalmajor Georgi I. Chetagurow (März – August 1943, nur interim)
- Generalleutnant D. D. Leljuschenko (August 1943 – Februar 1944)
- Generalleutnant D. I. Rjabyshew (Februar – März 1944)
- Generaloberst W. N. Gordow (April 1944 bis Kriegsende)

Stabschefs
- Generalmajor I. P. Krupennikow (Dezember 1942)
- Generalmajor Georgi Iwanowitsch Chetagurow (Dezember 1942 – Dezember 1943)
- Generalmajor K. G. Rebrikow (Dezember 1943 – Mai 1944)
- Generalmajor F. T. Rybaltschenko (Mai – Dezember 1944)
- Generalleutnant S. I. Ljubarski (Dezember 1944 – April 1945)
- Generalmajor N. N. Zelinski (April 1945 bis Kriegsende)

Mitglied des Militärrats
- Generalmajor I. Kolesnitschenko (Dezember 1942 bis Kriegsende)